# Campeonato Pernambucano Série A3
Het Campeonato Pernambucano Série A3, ook wel Terceira Divisão of Pernambucano A3 is het derde niveau van het staatskampioenschap voetbal van Pernambuco. De competitie werd in 1996 voor het eerst gespeeld als amateurkampioenschap. Vanaf 1998 werd het een profcompetitie en kwam er ook een mogelijkheid om te promoveren. Na het seizoen 2002 werd de competitie afgevoerd. 
In 2018 werd bekendgemaakt dat de competitie zou terugkeren in 2019. Een aantal clubs uit de tweede klasse zou moeten degraderen hiervoor. Uiteindelijk ging de competitie toch niet door, door financiële problemen bij bepaalde clubs en andere clubs die het niet eens waren met de reglementen van de competitie. In 2023 ging de competitie opnieuw van start. 

## Overzicht kampioenen
- 1996 -  Ramalat
- 1997 -  Ramalat
- 1998 -  Ramalat
- 1999 -  Ramalat
- 2000 -  Ferroviário do Cabo
- 2001 -  Itacuruba
- 2002 -  Vera Cruz
- 2003-2022 - Geen competitie
- 2023 -  Ypiranga
- 2024 -  América do Recife

Bahia · Brasília · Ceará · Goiás · Minas Gerais · Pará · Paraíba · Paraná · Pernambuco · Rio de Janeiro · Rio Grande do Sul · Santa Catarina · São Paulo